# Paul D'Amour
Paul D'Amour (Spokane, Washington; 12 de mayo de 1967) es un músico estadounidense, conocido por haber sido el primer bajista de la banda Tool.
Originalmente guitarrista, D'Amour se convirtió en el bajista de Tool después de ser presentado a la banda por el guitarrista Adam Jones. Al igual que Jones, D'Amour se encontraba en Los Ángeles porque quería ingresar en la industria cinematográfica.
D'Amour dejó Tool en 1995. Después de su partida, formó la banda de pop psicodélico Lusk con Brad Laner, Chris Pitman (exmiembro de Guns N' Roses), y el exmiembro de Failure Greg Edwards (ahora en Autolux). En 1997, lanzaron el que es su único disco hasta la fecha, titulado Free Mars.
Poco después de su salida de Tool, D'Amour tocó la guitarra en un grupo llamado Replicants, una banda de covers que incluía a Ken Andrews y Greg Edwards, de Failure, así como a Chris Pitman. Lanzaron un álbum homónimo en 1995, con una aparición de su anterior compañero en Tool, Maynard James Keenan.
A partir de principios de 2005, D'Amour ha estado escribiendo y ejecutando bajo el nombre de Feersum Ennjin. El nombre está inspirado en la novela de ciencia ficción Feersum Endjinn por Iain Banks, autor cuya novela La fábrica de avispas fue la inspiración conceptual para Lusk. El proyecto tiene un EP homónimo lanzado por el sello Silent Uproar.

## Ministry(2019-presente)
El 29 de mayo de 2019, por medio de sus redes sociales, Ministry anuncia el ingreso de Paul D'Amour como nuevo bajista, remplazando a Tony Campos.

## Discografía

### Con Tool
- 1991 - 72826
- 1992 - Opiate
- 1993 - Undertow

### Con Replicants
- 1995 - Replicants

### Con Lusk
- 1997 - Free Mars
- 1997 - Backworlds (Sencillo)